# Elaver chisosa
Elaver chisosa là một loài nhện trong họ Clubionidae.
Loài này thuộc chi Elaver. Elaver chisosa được miêu tả năm 1966 bởi Roddy.